# Belvedere Ostrense
Belvedere Ostrense är en ort och kommun i provinsen Ancona i regionen Marche i Italien. Kommunen hade 2 181 invånare (2018).